# Héctor Lombardo
Héctor José Lombardo (1938, Buenos Aires), es un médico y político argentino. Se desempeñó como ministro de Salud y Acción Social entre 1999 y 2001 durante la presidencia de Fernando de la Rúa. 

## Biografía
Se recibió de médico en la Universidad de Buenos Aires.
Cumplió funciones en la Municipalidad de la Ciudad de Buenos Aires como director general de Hospitales. En 1995 cuando resultó elegido Concejal, fue titular de la Comisión de Salud del Concejo Deliberante.
En 1996 cuando Buenos Aires se convierte en ciudad autónoma del Gobierno Nacional, Fernando de la Rúa es electo como su primer jefe de Gobierno y lo designa secretario de Salud, cargo en el que permanece hasta diciembre de 1999, cuando De la Rúa asume la presidencia del país y lo nombra Ministro de Salud y Acción Social.
Entre el 19 y 20 de  diciembre de 2001 se produce un estallido social conocido como Argentinazo, el cual provocó la renuncia de De la Rúa, y la posterior salida del resto del Gabinete, incluido Lombardo.